# 林日曦
林日曦，原名徐家豪（1980年9月30日—），有時使用羅健成作筆名，香港填詞人、舞台劇演員、作家及商人，創辦毛記電視、雜誌《黑紙》、雜誌《100毛》及白卷出版社，亦是著名填詞人林夕的徒弟，別稱林日A或腦細，居於屯門，現已離開毛記電視及100毛相關公司。

## 簡歷

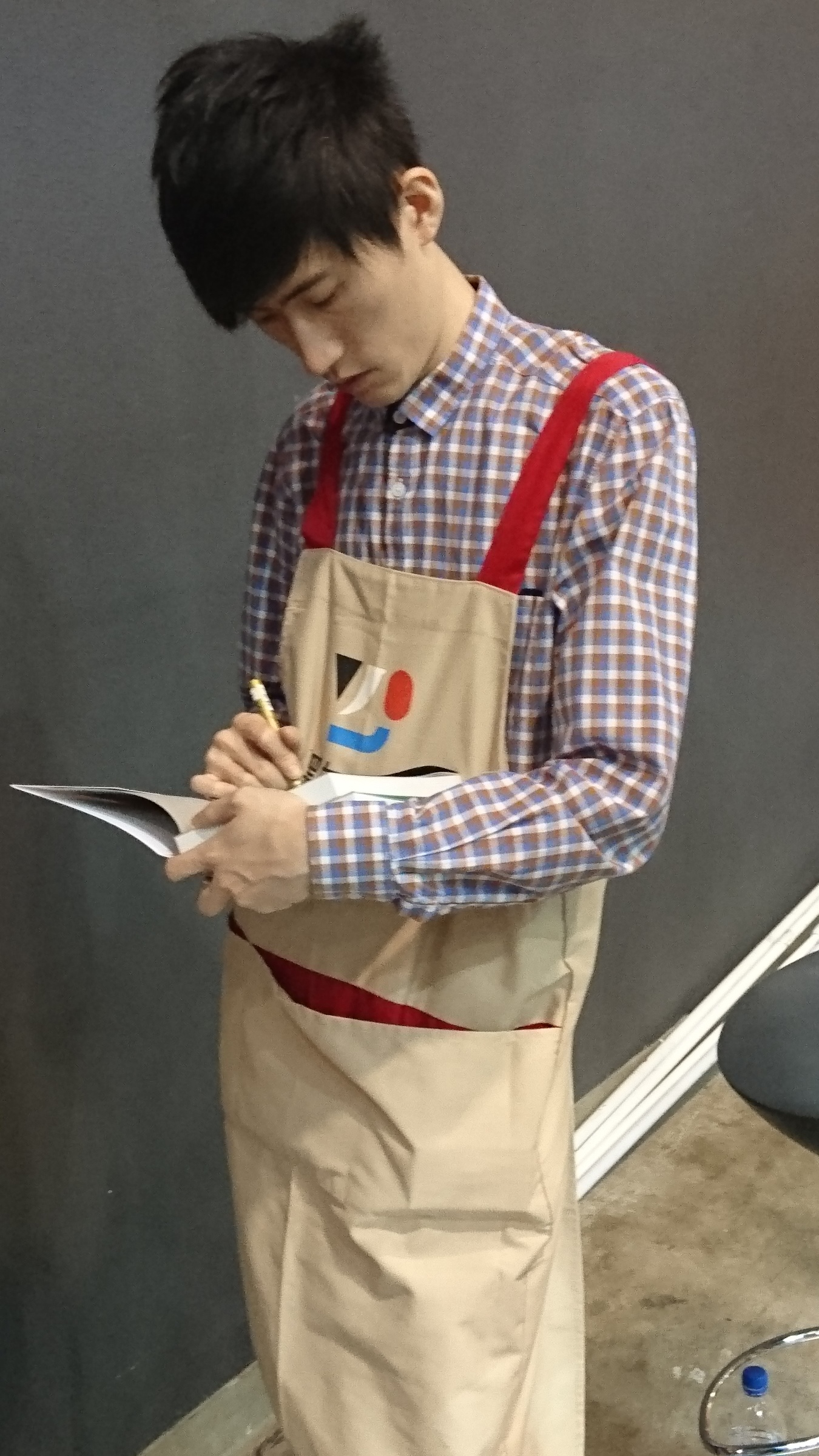
林日曦於2016年香港書展為讀者簽名

林日曦於大窩口邨長大，曾就讀聖公會荊冕堂士德幼稚園、聖公會仁立小學、聖公會林護紀念中學（中一至中三）、葵涌循道中學（中四）、循道衞理聯合教會李惠利中學（中五）以及珠海學院（中學部）。在學時多無心向學。林日曦是香港著名填詞人林夕的徒弟之一，其配偶為香港獨立一人樂隊The Pancakes成員蔡明麗，兩人於2010年5月14日於關島註冊結婚。
林日曦於香港專業教育學院（IVE）設計系中途輟學加入商業電台負責聲音剪接及網站管理，及後自薦參與電台雷霆881及叱吒903的幕後創作，曾擔任天比高創作伙伴創作總監。
2007年林日曦參與電影《東京鐵塔：我的父親母親》宣傳，《東京鐵塔下GULUGULU》的歌詞成為他第一首發表作，歌曲入選當年叱吒十大。至今發表作品近100首。
2009年林日曦與陳強及阿Bu創辦創作單位《黑紙》，開始參與不同類型的創作，如出版雜誌、MV導演及平面設計。翌年1月推出首度只得一頁紙的《黑紙》雜誌。
2011年起林日曦於報紙撰寫專欄。2012年出版第一本著作《白痴》2013年出版第二本著作《青筋》，2014年出版《黑面》及第一本小說《快樂有限》。
2013年3月《100毛》雜誌創刊，不足半年已達收支平衡。同年並創辦白卷出版社，專門出版小說、散文、圖文集等流行讀物。 在2013年之前亦常為無綫電視劇集主題曲填詞。
2014年起林日曦於Now TV擔任《電視節目有好多種》主持，同年接受商業電台節目訪問，因面露難色被指為經常「黑面」。
2015年9月15日，香港近一兩年備受年輕讀者和觀眾追捧的《100毛》雜誌以及毛記電視的大本營，當中的核心人物，創辦人之一林日曦就在其中一間沒有大班椅，沒有L型檯，更加沒有海景view的老闆房內接受jobsDB的專訪。 
2017年5月12日，由《100毛》及毛記電視製作、香港四大天王之一黎明代言的雀巢正宗越南咖啡廣告，在《100毛》、等多個facebook專頁廣傳。黎明親自演繹改編自其經典作品《對不起，我愛你》的改編歌曲《對不起，我愛越南啡》，MV更邀得堅．黎明、林日曦、堅．劉江、林夕 及毛記電視偽員「肥Ben」、「黃慘盈」、「龍志權」、 合作拍攝。林日曦飾演「腦細」，其他人飾演職員。廣告在《100毛》Facebook專頁版本已有近三百萬瀏覽量，網民爭相分享，使香港各大地區超級市場的雀巢正宗越南咖啡幾乎售罄，掀起熱潮。
2019年，林日曦將在舞台劇《大辭職日》中粉墨登場，門票未開售已經加場再加場，二十七場門票近三萬個座位，開賣日兩小時全部售清
2021年8月1日，林日曦在其社交媒體發佈公告，辭去《100毛》母公司毛記葵涌(1716)執行董事，以便處理個人事務。林日曦亦表示辭任後亦不會再在集團任何公司擔任任何職務。 （页面存档备份，存于）

## 填詞作品列表

### 未知
- Let’s go to JUSCO

### 2007年
| - Freeze - 踩鋼綫 - Freeze - Maria - 小 肥 - 時光機 | - 有耳非文 - 東京鐵塔下GULUGULU - 有耳非文 - 最後今天（月亮版） |

### 2008年
| | |
| - At17 - 那天約你上太空 - I Love You Boyz、HotCha - 火熱悶棍La La La - Square - ASAP - 文恩澄 - 娛人娛己 - 有耳非文 - 不眠優伶 | - 李卓庭 - 人釘人 - 孫耀威 - 七百萬人的故事 - 側 田 - 雲 - 楊千嬅 - 啦啦跨啦啦 - 盧冠廷 Feat. 農夫 - 2050 |

### 2009年
| | |
| - 方力申 - 匆匆 - 方力申 - 撲翼蝴蝶 - 王梓軒 - 羅茲威爾 - 王梓軒 - 摸黑 - 王梓軒 - 南北極 - 王梓軒 - 1+1 - 王梓軒 - 情詩三百首 - 江若琳 - 有請下位 | - 唐素琪 - 清空 - 翁瑋盈 - A計畫 - 麥家瑜 - 神探 - 彭秀慧 - goodbme - 彭秀慧 - 月球下的人 - 樂 瞳 - 微笑的魚 - 樂 瞳 - 死亡倒數 - 李昊嘉、黃貫中、叱咤903 DJ - 萬歲師表 |

### 2010年
| | |
| - ToNick - T.O.N.I.C.K - 王梓軒 - 東西 - 車盈霏 - 戰利品 - 車盈霏 - 天氣女郎 - 陳柏宇 - 日出前讓愛戀延續 | - 黃宗澤 - 一代宗師 - 黃宗澤 - 越過高山越過谷 - 樂 瞳 - 雪人 - 樂 瞳 - 空氣人形 - 樂 瞳 - 聖誕路人 - 樂 瞳 Feat. 陸永@農夫 - 乾物女皇 |

### 2011年
| | |
| - HotCha - 未習慣 - ToNick - 發你個夢 - 太 極 - 今朝有酒 - 羽 翹 - 大華麗家 - 狄易達 - 無城 - 林欣彤、羅孝勇、吳業坤、何雁詩、許廷鏗、劉威煌 - 飛聲 - 林欣彤 - 上善若水 | - 徐子珊 - 半圓 - 張 靈 - 能捨能離 - 許廷鏗 - 上善若水 - 黃宗澤 - 上善若水 - 謝天華 - 獨行 - 鍾嘉欣、吳卓羲 - 傷城記 - 關菊英 - 各安天命 |

### 2012年
| | |
| - 王梓軒 - 魅影世紀 - 狄易達、蔚雨芯 - 傻瓜機 - 林欣彤 - 三生有幸 - 林 峯 - 幼稚完 - 林 峯 - 同林 - 雨 僑 - 逃亡 - 胡杏兒、李思捷 - 交換快樂 - 容祖兒 - 連續劇 - 陳僖儀 - 嘈 | - 陳僖儀 - 千秋 - 陳偉霆 - 女皇 - 陳偉霆 Feat. 泳兒 - 我是誰（Rap詞：馮曦妤） - 黎耀祥、胡定欣 - 日月 - 薛凱琪 - 此時此刻 - 謝天華、周麗淇 - 愛從心 - 鍾嘉欣 - 幸福歌 - 關淑怡 - 相濡以沫 |

### 2013年
| | |
| - J.Arie - 每一次都是你 - 王梓軒 - 越夜越快樂 - 容祖兒 - 續集 - 周麗淇 - 心變 - 林欣彤 - 怪獸大學 - 林 峯 - BB（與莊冬昕、林峯合填） - 蕭正楠 - 圍牆 | - 許廷鏗 - 遺物 - 黃宗澤 - 最後祝福 - 蔡俊濤 - 一點通 - 蔚雨芯 - 無話可說 - 楊千嬅 - 同學 - 陳展鵬、蕭正楠 - 巨輪 - 劉威煌 - 不離不棄 - 關淑怡 - 實屬巧合 |

### 2014年
|                                         |                 |
| - 林欣彤 - 安全地帶 - 馮凱淇 - 暫停服務 | - 蔚雨芯 - 玩具 |

### 2015年
| | |
| - 林海峰 - 歲月毛情 - 林 峯 - 心有靈犀 - 陳詩欣 - 感情戲 - 陳詩欣 - 蠢 - 鄭 融 - 黑面神 - 鄧智偉 - 史詩式 | - 黎曉陽 - 快樂很慢 - 黎曉陽 - 永遠很近 - 黎曉陽 - 升降機 - 黎曉陽 - 最陌生的熟悉人 - 黎曉陽 - 香港傑出廢青 - 黎曉陽 - 邊度起身邊度跌返低 - 黎曉陽 - 真偽文青 |

### 2016年
|                                                           |                                                                   |
| - 明福俠 - 我唔係死蠢 - 陳詩欣 - 層層疊 - 鄭秀文 - 八公里 | - 黃慘盈 - 慘情歌（國） - 黎曉陽 - 請關掉手提電話 - 黎曉陽 - 敗部 |

### 2017年
|                                                     |                                                                |
| - 余文樂 - 春嬌救志明 - 享樂團、陳奐仁 - 一年又一年 | - 黎曉陽 - I will be alright - 專家Dickson - Earth vely danger |

### 2018年
|                                          |                 |
| - 東方昇 feat. 毛記群奀星 - 愛是香港是愛 | - 黎明 - 下半場 |

### 2019年
|                                               |                          |
| - 側田 - 懷很舊的舊 - 林日曦 - 小人物（曲詞） | - 專家Dickson - 公開道歉 |

### 2020年
|                                                           |                                                                             |
| - 林日曦 - 怕死的原因（曲詞） - 林日曦 - 見字飲水（曲詞） | - 林日曦 - 係呀係呀（曲詞） - 莫文蔚 - 呼吸有害（詞，以筆名「羅健成」發表） |

### 2021年
|                                                       |  |
| - 黎明 - 超平凡人的主題曲（詞，以筆名「羅健成」發表） |  |

### 2022年
|                                                                                             |                                                                                              |
| - Lab - 你是我的病 - ToNick - 玩物喪偶 - YUTA - 社交障礙賽 - 林日曦 - 啲dur掛住初戀（曲詞） | - 林日曦 - 聽日先算（曲詞） - 黎明 - 全身想旅行 - 黎明 - Good Luck（曲詞） - 黎明 - 一生幸福 |

### 2023年
|                                                           |                   |
| - JC - 複雜事情簡單化 - 田蕊妮、林日曦 - 一場夫妻（曲詞） | - 黎明 - 人生遊戲 |

### 2024年
|                                       |                                     |
| - YUTA - 貓 - 凌雪怡 - 今年煙花特別多 | - 凌雪怡 - 大人國 - 黎明 - 七十二變 |

### 2025年
|                                 |                         |
| - YUTA - 狗 - 何佩 - 喜劇開場了 | - 凌雪怡 - 平凡人的情歌 |

## 歌曲
- 2019年 小人物（「林日曦細聲講悲但真」主題曲）
- 2020年 怕死的原因
- 2020年 見字飲水
- 2020年 係呀係呀（「林日曦細聲講2020半厭世」主題曲）
- 2022年 聽日先算
- 2022年 啲dur掛住初戀

### 派台歌曲成績
| 派台歌曲成績（四台） | 派台歌曲成績（四台） | 派台歌曲成績（四台） | 派台歌曲成績（四台） | 派台歌曲成績（四台） | 派台歌曲成績（四台） | 派台歌曲成績（四台）         | 派台歌曲成績（四台）                  |      |
| -------------------- | -------------------- | -------------------- | -------------------- | -------------------- | -------------------- | ---------------------------- | ------------------------------------- | ---- |
| 唱片                 | 歌曲                 | 903                  | RTHK                 | 997                  | TVB                  | 備註                         | 備註                                  |      |
| 2020年               |                      |                      |                      |                      |                      |                              |                                       |      |
|                      | 小人物               | -                    | -                    | -                    | ×                    | 《林日曦細聲講悲但真》主題曲 | 《林日曦細聲講悲但真》主題曲          |      |
| 派台歌曲成績（五台） |                      |                      |                      |                      |                      |                              |                                       |      |
| 唱片                 | 歌曲                 | 903                  | RTHK                 | 997                  | TVB                  | ViuTV                        | 備註                                  | 備註 |
| 2020年               |                      |                      |                      |                      |                      |                              |                                       |      |
|                      | 見字飲水             | -                    | -                    | -                    | ×                    | ×                            |                                       |      |
| 2022年               |                      |                      |                      |                      |                      |                              |                                       |      |
|                      | 啲dur掛住初戀        | -                    | ×                    | ×                    | ×                    | -                            |                                       |      |
|                      | 聽日先算             | -                    | ×                    | ×                    | ×                    | -                            |                                       |      |
| 2023年               |                      |                      |                      |                      |                      |                              |                                       |      |
|                      | 一場夫妻             | -                    | ×                    | ×                    | ×                    | ×                            | 與田蕊妮合唱 舞台劇《大離婚日》主題曲 |      |

| 各台冠軍歌總數 | 各台冠軍歌總數 | 各台冠軍歌總數 | 各台冠軍歌總數 | 各台冠軍歌總數 | 各台冠軍歌總數    | 各台冠軍歌總數    | 各台冠軍歌總數 |
| -------------- | -------------- | -------------- | -------------- | -------------- | ----------------- | ----------------- | -------------- |
| 四台a          | 903            | RTHK           | 997            | TVB            | 備註              | 備註              | 備註           |
| 四台a          | 0              | 0              | 0              | 0              | 四台冠軍歌總數：0 | 四台冠軍歌總數：0 |                |
| 五台b          | 903            | RTHK           | 997            | TVB            | ViuTV             | 備註              |                |
| 五台b          | 0              | 0              | 0              | 0              | 0                 | 五台冠軍歌總數：0 |                |

- （*）上榜中
- （-）未能上榜
- （×）沒有派往該台
- ^  注解a：包括2020年後的冠軍歌曲
- ^  注解b：2020年起

## Talk Show
- 《林日曦細聲講悲但真》（2019，麥花臣場館，13場）
- 《林日曦細聲講半厭世》（2020，九展Star Hall，13場）

## 舞台劇演出
- 《大辭職日》（2019，演藝學院，27場）
- 《大MK日》（2021，演藝學院，38場）
- 《大初戀日》（2022，演藝學院，29場）
- 《大離婚日--夫》（2023，演藝學院，大約49場）

## 編導作品
- 《第一屆勁曲金曲分奬典禮》（2016，伊利沙伯體育館，1場）
- 《萬千呃Like賀台慶》（2016，灣仔會議展覽中心Hall 5BC，1場）
- 《東方昇特異功能救香港》（2018，伊利沙伯體育館，2場）
- 《我殺死了尊貴客戶》（2018，伊利沙伯體育館，4場）
- 《專家Dickson 一個人的童話式婚禮》（2019，灣仔會議展覽中心Hall 3D，4場）
- 《大辭職日》（2019，演藝學院，27場）
- 《大MK日》（2021，演藝學院，38場）
- 《大初戀日》（2022，演藝學院，29場）
- 《大離婚日》（2023，演藝學院，大約54場）

## 出版雜誌
- 《黑紙》（2010-2016）
- 《100毛》（2013-2018）

## 著作
散文：
- 《白痴》（2012）
- 《青筋》（2013）
- 《黑面》（2014）
- 《肉麻》（2014）
- 《灰鳩》（2015）
- 《金毛》（2015）
- 《木獨》（2016）

小说：
- 《快樂有限》（2014）
- 《感情戲》（2017）

## 專欄
- 爽報專欄-白紙（已停刊）
- 蘋果日報專欄-書本以外全部沉沒（已停刊）
- 明報周刊專欄-感情戲（已停刊）
- 路訊通專欄-將愛情餞行到底（已停刊）
- 號外專欄-bookstory （已停刊）
- 東方日報專欄-不癡白不癡（已停刊）
- 經濟日報專欄-題外話（已停刊）
- 都市日報專欄-黑面書（已停刊）

## 廣告
- Häagen-Dazs 《特別腦細新聞報道》 （页面存档备份，存于）（2015）
- LANEIGE 《不能沒有妝備前度篇》 （页面存档备份，存于）（2016）
- 雀巢極品白咖啡 《情深咖啡未曾飲》 （页面存档备份，存于）（2016）
- GATSBY止汗香體巾  《十大令人滴汗嘅腦細戇X語錄》 （页面存档备份，存于）（2016）
- 御藥堂蟲草CS4 《七大fb好友行為》 （页面存档备份，存于）（2016）
- 雀巢正宗越南咖啡 《對不起，我愛越南啡》 （页面存档备份，存于）（2017）
- Shell x NESCAFÉ Dolce Gusto 《五大中佬才明白的痛》 （页面存档备份，存于）（2019）

## 電視節目

### nowTV
- 電視節目有好多種 （2014年）主持人
  - 拍擋：陳強、阿Bu

### ViuTV
- 跟住矛盾去旅行（2016年）參加者
  - 同行人士：蔣麗芸
- 爆谷一周（2022年）第15集嘉賓

### 亞洲電視數碼媒體
- 百萬富翁（2018年）參加者

## 另見
- 毛記電視
- 黑紙
- 100毛
- 香港商業電台
- 天比高創作伙伴

## 外部連結
- 林日曦的Facebook專頁
- 林日曦的Instagram帳戶
- 林日曦歌詞 （页面存档备份，存于）
- 毛記電視官網 （页面存档备份，存于）
- 黑紙官網 （页面存档备份，存于）
- 100毛官網 （页面存档备份，存于）